# Ronald de la Fuente
Ronald Vladimir de la Fuente Arias (Talcahuano, 25 gennaio 1991) è un calciatore cileno, centrocampista del Curicó Unido.

## Caratteristiche tecniche
È un centrocampista.

## Palmarès

### Club

#### Competizioni nazionali
- Campionato cileno: 1

Huachipato: Clausura 2012
- Copa Chile: 1

Colo-Colo: 2019